# NGC 271
NGC 271 est une galaxie spirale barrée située dans la constellation de la Baleine. NGC 271 a été découverte par le l'astronome germano-britannique William Herschel en 1785.

## Caractéristiques
Sa vitesse par rapport au fond diffus cosmologique est de 3 755 ± 25 km/s, ce qui correspond à une distance de Hubble de 55,4 ± 3,9 Mpc (∼181 millions d'al).
À ce jour, trois mesures non basées sur le décalage vers le rouge (redshift) donnent une distance de 67,133 ± 0,404 Mpc (∼219 millions d'al), ce qui est légèrement à l'extérieur des valeurs de la distance de Hubble. Notons cependant que c'est avec la valeur moyenne des mesures indépendantes, lorsqu'elles existent, que la base de données NASA/IPAC calcule le diamètre d'une galaxie et qu'en conséquence le diamètre de NGC 271 pourrait être d'environ 40,3 kpc (∼131 000 al) si on utilisait la distance de Hubble pour le calculer.
La classe de luminosité de NGC 271 est I-II et elle présente une large raie HI.

## Groupe de NGC 271
NGC 271 fait partie d'un groupe de galaxies auquel elle a donné son nom. Le groupe de NGC 271 comprend au  moins 6 autres galaxies : NGC 245,  NGC 259, NGC 279, NGC 307, MRK 557 et UGC 505.

### Paire de galaxies
Les galaxies NGC 271 et NGC 279 forment une paire de galaxies.